# داور دومینیکوویچ
داور دومینیکوویچ (انگلیسی: Davor Dominiković؛ زادهٔ ۷ آوریل ۱۹۷۸) بازیکن سابق و مربی هندبال اهل کرواسی است.